# Рајнфелден
Рајнфелден (фр. Rheinfelden, итал. Rheinfelden) је град у северној Швајцарској. Рајнфелден је значајан град у оквиру кантона Аргау, где је седиште истоименог округа Рајнфелден.
Последњих година Рајнфелден све више постаје предграђе Базела.

## Природне одлике
Рајнфелден се налази у крајњем северном делу Швајцарске, на граници са Немачком - граница је река Рајна. Преко реке се налази немачки град-имењак Рајнфелден. Од најближег већег града, Базела град је удаљен 20 km источно.
Рељеф: Рајнфелден се налази у области плодне и густо насељене долине Рајне, на 280 метара надморске висине. Околина града је брежукаста.
Клима: Клима у Рајнфелдену је умерено континентална.
Воде: Кроз Рајнфелден протиче река Рајна, која је воде и граница ка Немачкој. Град се налази на њеној левој (овде јужној) обали. Старо градско језгро се некада налазило на речном острву.

## Историја
Подручје Рајнфелдена је било насељено још у време праисторије и Старог Рима, али није имало велики значај.
Данашње насеље са датим називом први пут се спомиње 851. године.
Рајнфелден је вековима (14-18. век) био у поседу Хабзбурговаца, а тек је 1803. године припао швајцарској конфедерацији.
Током 19. века Рајнфелден се почиње развијати и јачати привредно. Град се наставио развијати на свим пољима. Ово благостање града се задржало до дан-данас.

## Становништво
Године 2010. Рајнфелден је имао око 12.000 становника. Од тога приближно 27,6% су страни држављани.
Језик: Швајцарски Немци чине традиционално становништво Рајнфелдена и немачки језик је званични у граду и кантону. Међутим, градско становништво је током протеклих неколико деценија постало веома шаролико, па се на улицама Рајнфелдена чују бројни други језици. Тако данас немачки говори 82,9% градског становништва, а прате га италијански (3,8%) и српскохрватски језик (2,0%).
Вероисповест: Месни Немци су у 16. веку прихватили протестантизам. Међутим, последњих деценија у граду се знатно повећао удео римокатолика. Данашњи верски састав града је: римокатолици 36,1%, протестанти 33,0%, а потом следе атеисти, муслимани, православци.

## Галерија слика
- Старо језгро Рајнфелдена
- Горња капија старог града
- Протестантска Црква св. Мартина
- Пешачка улица у Рајнфелдену